# Orlanda Velez Isidro
Orlanda Velez Isidro (Évora, 6 maart 1972) is een Portugees zangeres. Ze is klassiek geschoold en zingt als sopraan renaissance- en barokmuziek.

## Carrière
Orlanda Velez Isidro werd op 6 maart 1972 geboren in de Portugese stad Évora en begon op haar zevende met het spelen van piano en viool.
Haar muziekopleiding volgde ze onder andere aan het conservatorium Conservatório Nacional de Lisboa bij Maria Repas Gonçalves.
Van 1992 tot 1997 zong Velez in het Gulbenkiankoor van Lissabon. Ze behaalde haar graad in musicologie in 1997 en verhuisde naar Nederland.
Velez studeerde aan het Koninklijk Conservatorium in Den Haag bij Rita Dams en Lenie van den Heuvel, en zong repertoire van onder andere Jill Feldmann, Meinard Kraak en Marius van Altena. Ze studeerde af in 2000. In 2001 nam ze deel aan het "Concours International de Chant Baroque de Chimay-Belgique" waar ze als derde eindigde.
Ze trad op met het Amsterdam Baroque Orchestra & Choir, de Nederlandse Bachvereniging en het Nederlands Kamerkoor. Ze trad op als soliste met Eduardo Lopez Banzo, met Frans Brüggen in Mendelssohns Midsummer Night's Dream, met Michel Corboz en het Orquestra Gulbenkian en koor, met Ton Koopman en het Amsterdam Baroque Orchestra & Choir, met William Christie in het project Ambronay 98 en het project Le Jardin des Voix met Les Arts Florissants en Fredrik Malmberg en het Helsingborgs Symfoniorkester.
Verder vertolkte ze in het operarepertoire de rol van Miss Jessel in Brittens The Turn of the Screw onder leiding van dirigent Brad Cowen, en Madame Mao in een Nederlandse productie van John Adams' Nixon in China. Haar persoonlijke voorkeur is renaissancemuziek, barokmuziek, en hedendaagse muziek. Ze treedt regelmatig op met De Swaen, Ensemble Udite Amanti, The Kassiopeia Quintet, Música Temprana, en Segréis de Lisboa.